# Перкисс, Шахар
Шахар Перкисс (ивр. שחר פרקיס‎, англ. Shahar Perkiss; р. 14 октября 1962, Хайфа) — бывший израильский профессиональный теннисист. Четырёхкратный чемпион Израиля (1988-1991), член сборной Израиля в Кубке Дэвиса с 1981 года, победитель одного турнира в парном разряде.

## Спортивная карьера
Свой первый матч в профессиональном турнире Шахар Перкисс провёл на Открытом чемпионате Тель-Авива в 1980 году. До 1984 года участвовал только в нескольких турнирах в год и матчах сборной Израиля в Кубке Дэвиса в связи со службой в армии. Первым полным профессиональным сезоном для него стал сезон 1984 года, когда ему был уже 21 год.
1984 год начал с выхода в финал «челленджера» в Ашкелоне. В дальнейшем дошёл до третьего круга Открытого чемпионата США и финала турнира Гран-При в Тель-Авиве. В конце года вышел в третий круг парного турнира Открытого чемпионата Австралии.
В 1985 году дважды играл в финалах турниров Гран-При в парах, в том числе в престижном грунтовом турнире Monte-Carlo Open. В 1986 году в Кицбюэле (Австрия) обыграл десятую ракетку мира Тьери Тулана — это была его единственная победа над игроком из первой десятки рейтинга АТР. В том же году помог сборной впервые в её истории выйти в Мировую группу Кубка Дэвиса.
Входил в число ста сильнейших игроков мира в одиночном разряде с августа 1984 по февраль 1986 года, в парном разряде (с перерывами) с мая 1985 по март 1986 года.
С 1987 года снова участвовал в очень ограниченном количестве турниров, главным образом в Израиле, и в играх Кубка Дэвиса. В 1987 году выиграл два единственных в своей карьере турнира, оба в парном разряде с Гиладом Блюмом: сначала «челленджер» в Иерусалиме, а затем Открытый чемпионат Тель-Авива. В 1988 году представлял Израиль на Олимпиаде в Сеуле, где, находясь в середине шестой сотни рейтинга и пройдя квалификацию, в первом круге уступил аргентинцу Хавьеру Фране.
В 1988-1991 годах четыре раза подряд выигрывал национальное первенство Израиля.
В составе сборной Израиля с 1981 года одержал 18 побед в 31 матче, из них 12 в 17 парных встречах. Среди противников, которых Перкиссу удалось обыграть в рамках парных матчей Кубка Дэвиса, — Войцех Фибак и Хайнц Гюнтхардт (оба в 1984 году).
Последние свои матчи провёл в октябре 1992 года на Открытом чемпионате Тель-Авива. После окончания выступлений тренировал женскую сборную Израиля в Кубке Федерации.

## Участие в финалах турниров за карьеру (4)

### Одиночный разряд (1)

#### Поражение (1)
| Дата             | Турнир                                 | Покрытие | Соперник в финале | Счёт в финале |
| ---------------- | -------------------------------------- | -------- | ----------------- | ------------- |
| 10 сентября 1984 | Открытый чемпионат Тель-Авива, Израиль | Хард     | Аарон Крикстейн   | 4-6, 1-6      |

### Парный разряд (3)

#### Победа (1)
| Дата        | Турнир                                 | Покрытие | Партнёр    | Соперники в финале            | Счёт в финале |
| ----------- | -------------------------------------- | -------- | ---------- | ----------------------------- | ------------- |
| 12 сен 1987 | Открытый чемпионат Тель-Авива, Израиль | Хард     | Гилад Блюм | Хуб ван Буккел Вольфганг Попп | 6-2, 6-4      |

#### Поражения (2)
| Дата       | Турнир                               | Покрытие | Партнёр         | Соперники в финале                  | Счёт в финале |
| ---------- | ------------------------------------ | -------- | --------------- | ----------------------------------- | ------------- |
| 1 апр 1985 | Monte-Carlo Open, Монако             | Грунт    | Шломо Гликштейн | Павел Сложил Томаш Шмид             | 2-6, 3-6      |
| 7 окт 1985 | Открытый чемпионат ЮАР, Йоханнесбург | Хард     | Амос Мансдорф   | Кристо ван Ренсбург Колин Даудсвелл | 5-7, 3-6      |